# 이나바 마사나리 (아즈치모모야마 시대)

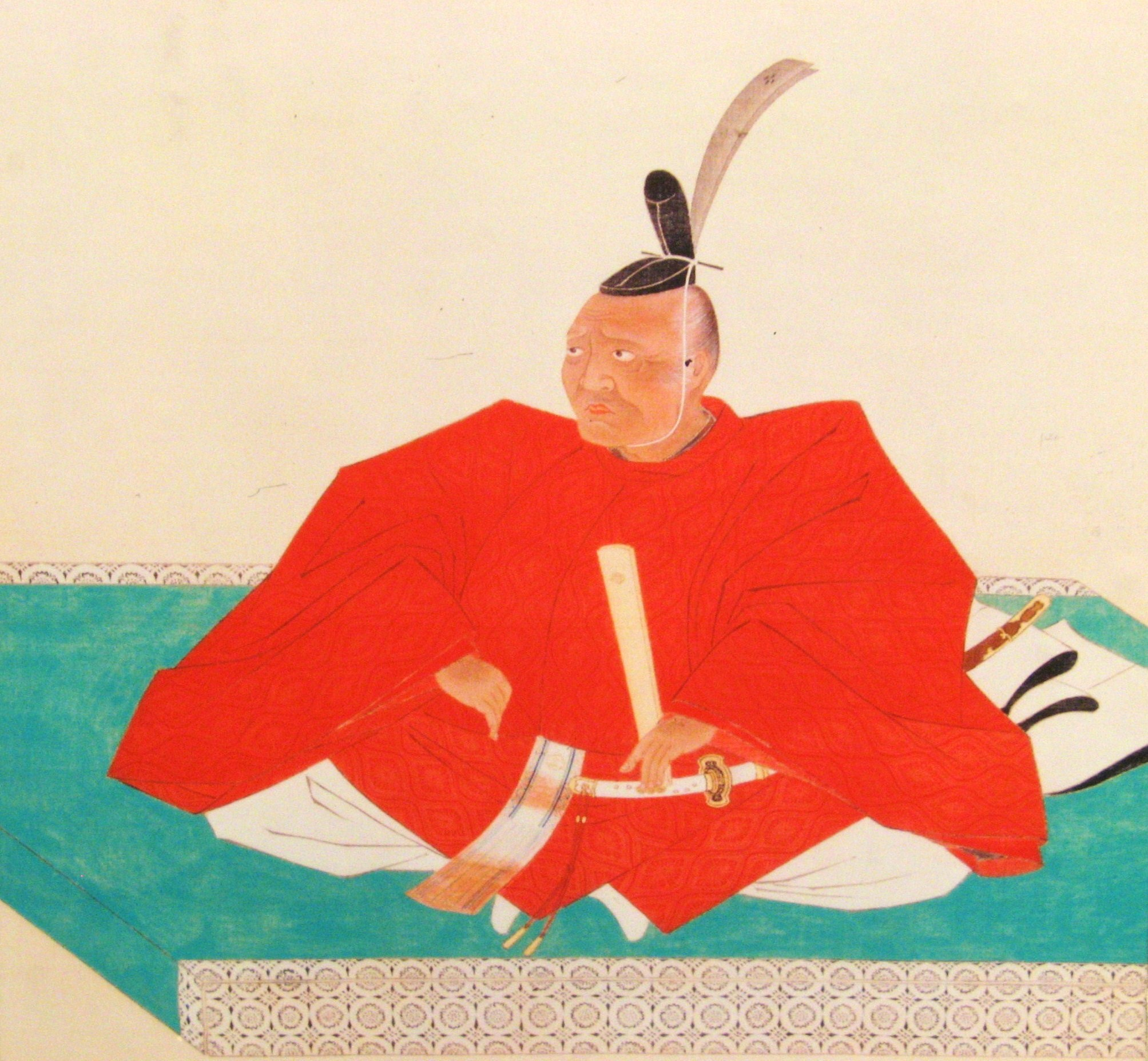
이나바 마사나리

이나바 마사나리(일본어: 稲葉正成)는 아즈치모모야마 시대부터 에도 시대 전기까지의 무장, 다이묘이다. 미노 주시치번주, 시모쓰케 모카번 초대 번주이다. 이나바 씨 마사나리계 종가(正成系稲葉家宗家) 시조이다.
친부는 하야시 히데마사이며 양부이자 장인 이나바 시게미치(이나바 잇테쓰의 서장자)의 데릴사위로서 시게미치의 후사를 이었다. 정실은 시게미치의 딸이며 계실은 시게미치의 조카이자 양녀인 사이토 후쿠이다.

## 같이 보기
- 이나바 노리미치 (센고쿠 시대) - 우스키번주, 마사나리와는 족보상 사촌간

|  | 주시치번 번주 (이나바가) 1607년 ~ 1618년 | 후임 폐번 |

| 전임 마쓰다이라 노부나오 | 이토이가와번 번주 (마쓰다이라 다다마사의 쓰케가로) 1618년 ~ 1624년 | 후임 오기타 나가시게 |

| 전임 호리 지카요시 | 제1대 모카 번 번주 (이나바가) 1627년 ~ 1628년 | 후임 이나바 마사카쓰 |